# Campeonato de España de Acuatlón
El Campeonato de España de Acuatlón es la máxima competición a nivel español de acuatlón. Es organizado anualmente desde 1999 por la Federación Española de Triatlón (FETRI). Se realizan las competiciones masculina y femenina, además de tenerse en cuenta la puntuación para la clasificación por equipos.

## Palmarés masculino
| N.º   | Año  | Sede                | Oro               | Plata              | Bronce              |
| ----- | ---- | ------------------- | ----------------- | ------------------ | ------------------- |
| I     | 1999 | Almería             | Iván Raña         | Raúl Córdoba       | Xabier Llobet       |
| II    | 2000 | Pulpí               | Raúl Córdoba      | Héctor Llanos      | José María Merchán  |
| III   | 2001 | Coria               | Raúl Córdoba      | Eneko Llanos       | Xabier Llobet       |
| IV    | 2002 | Pulpí               | Javier Gómez Noya | Raúl Córdoba       | Carles Gil          |
| V     | 2003 | Hornachuelos        | Javier Gómez Noya | Raúl Córdoba       | David Castro        |
| VI    | 2004 | Ferrol              | Javier Gómez Noya | Raúl Córdoba       | Miguel Platero      |
| VII   | 2005 | San Pedro Alcántara | Raúl Córdoba      | Santiago Pellejero | Iván Tejero         |
| VIII  | 2006 | Medina de Rioseco   | Raúl Córdoba      | Carles Gil         | Eneko Llanos        |
| IX    | 2007 | Pulpí               | David Castro      | Samer Ali Saad     | Iván Tejero         |
| X     | 2008 | Palma de Mallorca   | Albert Parreño    | Mario Mola         | Pedro Miguel Reig   |
| XI    | 2009 | Gijón               | Pedro Miguel Reig | Samer Ali Saad     | Fernando Alarza     |
| XII   | 2010 | Águilas             | Javier Gómez Noya | Pedro Miguel Reig  | Jesús Gomar         |
| XIII  | 2011 | Ferrol              | Javier Gómez Noya | Jorge Naranjo      | Jesús Gomar         |
| XIV   | 2012 | Pulpí               | Jesús Gomar       | Antón Ruanova      | Pedro Miguel Reig   |
| XV    | 2013 | Águilas             | Javier Gómez Noya | Pablo Da Pena      | Emilio Aguayo       |
| XVI   | 2014 | Altafulla           | David Castro      | Lucas Mola         | Pau Castellvell     |
| XVII  | 2015 | Pontevedra          | Javier Gómez Noya | David Castro       | Antonio Serrat      |
| XVIII | 2016 | Águilas             | David Castro      | Antonio Serrat     | Ignacio González    |
| XIX   | 2017 | Bañolas             | David Castro      | Antonio Serrat     | Kevin Tarek Viñuela |
| XX    | 2018 | Bañolas             | David Castro      | Ignacio González   | Andrés Cendán       |
| XXI   | 2019 | Roquetas de Mar     | David Castro      | Antonio Benito     | Iván Gil            |

## Palmarés femenino
| N.º   | Año  | Sede                | Oro                 | Plata                | Bronce              |
| ----- | ---- | ------------------- | ------------------- | -------------------- | ------------------- |
| I     | 1999 | Almería             | Pilar Hidalgo       | Clara Arribas        | Cristina Azanza     |
| II    | 2000 | Pulpí               | Ana Burgos          | Ainhoa Murua         | Marina Damlaimcourt |
| III   | 2001 | Coria               | Zuriñe Rodríguez    | Ainhoa Murua         | Pilar Hidalgo       |
| IV    | 2002 | Pulpí               | Pilar Hidalgo       | Virginia Berasategui | Ainhoa Murua        |
| V     | 2003 | Hornachuelos        | Pilar Hidalgo       | Virginia Berasategui | Zuriñe Rodriguez    |
| VI    | 2004 | Ferrol              | Marina Damlaimcourt | Natalia Raña         | Laura Fernandez     |
| VII   | 2005 | San Pedro Alcántara | Marina Damlaimcourt | Laura Fernandez      | Beatriz Jiménez     |
| VIII  | 2006 | Medina de Rioseco   | María Pujol         | Soraya Perez         | Nuria Miró          |
| IX    | 2007 | Pulpí               | Nuria Miró          | Maria Pujol          | Zuriñe Rodriguez    |
| X     | 2008 | Palma de Mallorca   | Pilar Hidalgo       | Nuria Miró           | María Pujol         |
| XI    | 2009 | Gijón               | María Pujol         | Estefanía Domínguez  | Zuriñe Rodríguez    |
| XII   | 2010 | Águilas             | Marina Damlaimcourt | María Pujol          | Anna Godoy          |
| XIII  | 2011 | Ferrol              | Carolina Routier    | Marta Jiménez        | María Pujol         |
| XIV   | 2012 | Pulpí               | Xisca Tous          | María Pujol          | Aida Valiño         |
| XV    | 2013 | Águilas             | Aida Valiño         | María Ortega         | Anna Godoy          |
| XVI   | 2014 | Altafulla           | Anna Godoy          | Sara Bonilla         | Xisca Tous          |
| XVII  | 2015 | Pontevedra          | Paula García Godino | Estefanía Domínguez  | Xisca Tous          |
| XVIII | 2016 | Águilas             | Anna Godoy          | Sara Bonilla         | Xisca Tous          |
| XIX   | 2017 | Bañolas             | Sara Bonilla        | Carmen Gómez         | Xisca Tous          |
| XX    | 2018 | Bañolas             | Xisca Tous          | Sara Guerrero        | Marta Sánchez       |
| XXI   | 2019 | Roquetas de Mar     | Xisca Tous          | Noelia Juan          | Sara Guerrero       |

## Resumen
- Actualizado hasta 2019.

Hombres
| No. | Triatleta         | Años      | Oro | Plata | Bronce | Total |
| --- | ----------------- | --------- | --- | ----- | ------ | ----- |
| 1   | Javier Gómez Noya | 2002–2015 | 7   | 0     | 0      | 7     |
| 2   | David Castro      | 2003–2019 | 6   | 1     | 1      | 8     |
| 3   | Raúl Córdoba      | 1999–2006 | 4   | 4     | 0      | 8     |
| 4   | Pedro Miguel Reig | 2008–2012 | 1   | 1     | 2      | 4     |
| 5   | Jesús Gomar       | 2010–2012 | 1   | 0     | 2      | 3     |
| 6   | Iván Raña         | 1999      | 1   | 0     | 0      | 1     |
| 7   | Albert Parreño    | 2008      | 1   | 0     | 0      | 1     |

Mujeres
| No. | Triatleta           | Años      | Oro | Plata | Bronce | Total |
| --- | ------------------- | --------- | --- | ----- | ------ | ----- |
| 1   | Pilar Hidalgo       | 1999–2008 | 4   | 0     | 1      | 5     |
| 2   | Xisca Tous          | 2012–2019 | 3   | 0     | 4      | 7     |
| 3   | Marina Damlaimcourt | 2000–2010 | 3   | 0     | 1      | 4     |
| 4   | María Pujol         | 2006–2012 | 2   | 3     | 2      | 7     |
| 5   | Anna Godoy          | 2010–2016 | 2   | 0     | 2      | 4     |
| 6   | Sara Bonilla        | 2014–2017 | 1   | 2     | 0      | 3     |
| 7   | Nuria Miró          | 2006–2008 | 1   | 1     | 1      | 3     |
| 8   | Zuriñe Rodríguez    | 2001–2009 | 1   | 0     | 3      | 4     |
| 9   | Aida Valiño         | 2012–2013 | 1   | 0     | 1      | 2     |
| 10  | Ana Burgos          | 2000      | 1   | 0     | 0      | 1     |
| 11  | Carolina Routier    | 2011      | 1   | 0     | 0      | 1     |
| 12  | Paula García Godino | 2015      | 1   | 0     | 0      | 1     |